# Тривульцио, Джанджакомо Теодоро
Джанджакомо Теодоро Тривульцио, граф Мельцо и князь Валь Мезольчина (итал. Giangiacomo Teodoro Trivulzio, Conte di Melzo, Principe della Val Mesolcina; 27 октября 1597, Милан, Миланское герцогство — 3 августа 1656, там же) — итальянский аристократ на испанской службе и куриальный кардинал. Апостольский легат в Марка Анконитано со 2 июня 1631 по 2 июня 1634. Вице-король Арагона с 1 января 1642 по 31 декабря 1644. Президент королевства Сицилия с 1 января 1647 по 2 июля 1649. Вице-король Сардинии со 2 июля 1649 по 1 января 1651. Губернатор герцогства Миланского с 2 декабря 1655 по 3 августа 1656. Кардинал-дьякон с 19 ноября 1629, с титулярной диаконией Сан-Чезарео-ин-Палатио с 17 декабря 1629 по 17 октября 1644. Кардинал-дьякон с титулярной диаконией Сан-Никола-ин-Карчере с 17 октября по 12 декабря 1644. Кардинал-дьякон с титулярной диаконией Сант-Анджело-ин-Пескерия с 12 декабря 1644 по 23 сентября 1652. Кардинал-дьякон с титулярной диаконией Сант-Эустакьо с 23 сентября 1652 по 21 июля 1653. Кардинал-дьякон с титулярной диаконией Санта-Мария-ин-Виа-Лата с 21 июля 1653 по 14 мая 1655. Кардинал-протодьякон с 21 июля 1653 по 14 мая 1655. Кардинал-священник с титулом церкви Санта-Мария-дель-Пополо с 14 мая 1655 по 3 августа 1656.